# Curious Ruminant
Curious Ruminant è il ventiquattresimo album in studio del gruppo musicale britannico Jethro Tull, pubblicato il 7 marzo 2025 dalla Inside Out Music.

## Tracce
1. Puppet and the Puppet Master – 4:00
2. Curious Ruminant – 5:56
3. Dunsinane Hill – 4:14
4. The Tipu House – 3:29
5. Savannah of Paddington Green – 3:11
6. Stygian Hand – 4:13
7. Over Jerusalem – 5:54
8. Drink from the Same Well – 16:39
9. Interim Sleep – 2:27

## Formazione
- Ian Anderson - voce, flauto, chitarra acustica, mandolino
- Jack Clark - chitarra elettrica
- David Goodier - basso
- John O'Hara - tastiere, fisarmonica, pianoforte
- Scott Hammond – batteria - tracce 5, 6
- James Duncan – batteria, Cajon - tracce 1, 2, 3, 4, 7, 8
- Andrew Giddings - tastiere, fisarmonica, pianoforte - traccia 8

## Classifiche
| Classifica (2025) | Posizione massima |
| ----------------- | ----------------- |
| Austria           | 4                 |
| Belgio (Fiandre)  | 38                |
| Belgio (Vallonia) | 38                |
| Croazia           | 6                 |
| Finlandia         | 17                |
| Italia            | 45                |
| Paesi Bassi       | 42                |
| Polonia           | 13                |
| Regno Unito       | 25                |
| Repubblica Ceca   | 41                |
| Spagna            | 31                |
| Svizzera          | 5                 |